# Olivier Moncelet
Olivier Moncelet (født 5. december 1970 i Nantes, Frankrig) er en fransk tidligere roer.
Moncelet var en del af den franske firer uden styrmand, der vandt sølv ved OL 1996 i Atlanta. Bådens øvrige besætning var Bertrand Vecten, Daniel Fauché og Gilles Bosquet. Franskmændene sikrede sig sølvet efter en finale, hvor den australske båd vandt guld, mens Storbritannien fik bronze. Det var det eneste OL han deltog i.
Moncelet vandt desuden én VM-medalje, en sølvmedalje i firer uden styrmand ved VM 1997.

## OL-medaljer
- 1996:  Sølv i firer uden styrmand